# Hirokazu Koreeda
Hirokazu Koreeda (jap. 是枝裕和 Koreeda Hirokazu; ur. 6 czerwca 1962 w Tokio) – japoński reżyser i scenarzysta filmowy.

## Życiorys
W 1987 ukończył studia na Uniwersytecie Waseda i dołączył do TV Man Union, gdzie nakręcił kilka filmów dokumentalnych, m.in. Uczyć się od cielaka (1991) i Sierpień bez niego (1994). Jego debiutem fabularnym był Blask ułudy (Maborosi, 1995), nakręcony na podstawie opowiadania Teru Miyamoto. Film został zaprezentowany na kilku festiwalach i przyniósł mu międzynarodowe uznanie. Zdobył za niego wyróżnienie OCIC na 52. MFF w Wenecji, a także główną nagrodę Złotego Hugo na MFF w Chicago oraz nagrodę za najlepszy debiut reżyserski na MFF w Vancouver.
Światową popularność zdobyły również jego kolejne dramaty psychologiczne – Po życiu (1998), który zdobył Nagrodę FIPRESCI na MFF w San Sebastián i Oddalenie (2000), startujący w konkursie głównym na 54. MFF w Cannes. W 2003 został producentem filmu Hebiichigo.
W 2004 wyreżyserował Dziecięcy świat, który miał swoją premierę w konkursie głównym na 57. MFF w Cannes, a grający w nim Yūya Yagira otrzymał na tym festiwalu nagrodę dla najlepszego aktora. W 2006 jego kolejny film, Hana, znalazł się w konkursie na MFF w San Sebastián. Obraz Ciągle na chodzie (2008) otrzymał wyróżnienie specjalne SIGNIS na MFF w San Sebastián. W 2009 otrzymał za ten film Azjatycką Nagrodę Filmową dla najlepszego reżysera. W tym samym roku wyreżyserował Dmuchaną lalę, zaprezentowaną w ramach sekcji „Un Certain Regard" na 62. MFF w Cannes. W 2010 został reżyserem serialu Ayashiki bungo kaidan.
W 2011 wyreżyserował film, Życzenie, który otrzymał nagrodę za najlepszy scenariusz oraz nagrodę SIGNIS na MFF w San Sebastián. Jak ojciec i syn (2013) przyniósł mu Nagrodę Jury na 66. MFF w Cannes. Obraz zdobył także nagrodę Japońskiej Akademii Filmowej dla najlepszej aktorki drugoplanowej (Yōko Maki), najlepszego aktora drugoplanowego (Lily Franky) oraz otrzymał nominacje dla najlepszego filmu, najlepszego reżysera, najlepszego aktora pierwszoplanowego (Masaharu Fukuyama), najlepszej aktorki pierwszoplanowej (Machiko Ono), za najlepszy scenariusz, najlepszy dźwięk, najlepsze zdjęcia, najlepszą muzykę, najlepsze oświetlenie oraz najlepszy montaż.
W 2015 wyreżyserował film Nasza młodsza siostra, który został nominowany do Złotej Palmy na 68. MFF w Cannes oraz zdobył nagrodę Japońskiej Akademii Filmowej dla najlepszego filmu, najlepszego reżysera, najlepszych zdjęć i najlepszego oświetlenia oraz był nominowany w kategoriach: najlepszy scenariusz, najlepsza aktorka pierwszoplanowa (Haruka Ayase), najlepsza aktorka drugoplanowa (Kaho i Masami Nagasawa), najlepsza muzyka, najlepsza scenografia, najlepszy dźwięk, najlepszy montaż oraz najlepszy debiutant (Suzu Hirose). W 2016 powstał jego kolejny film, Po burzy, zaprezentowany w sekcji „Un Certain Regard" na 69. MFF w Cannes. Rok później stworzył film Trzecie morderstwo, który został nominowany do Złotego Lwa na 74. MFF w Wenecji. W 2018 wyreżyserował film Złodziejaszki, który przyniósł mu Złotą Palmę na 71. MFF w Cannes. Rok później nakręcił pierwszy film poza Japonią, Prawdę, która otwierała festiwal w Wenecji. Obraz ten powstał na podstawie sztuki teatralnej napisanej przez reżysera w 2003 roku.
W 2014 założył wytwórnię filmową Bun-Buku.
Został nagrodzony Nagrodą Asahi za 2018 rok.
Zasiadał w jury konkursu głównego na 77. MFF w Cannes (2024).

## Filmografia
- Maborosi (1995)
- Po życiu (1998)
- Oddalenie (2001)
- Dziecięcy świat (2004)
- Hana (2006)
- Ciągle na chodzie (2008)
- Dmuchana lala (2009)
- Życzenie (2011)
- Jak ojciec i syn (2013)
- Nasza młodsza siostra (2015)
- Po burzy (2016)
- Trzecie morderstwo (2017)
- Złodziejaszki (2018)
- Prawda (2019)
- Baby Broker (2022)
- Monster (2023)

## Nagrody i nominacje
| Nagroda                                   | Rok  | Kategoria         | Nominowana praca      | Wynik     |
| ----------------------------------------- | ---- | ----------------- | --------------------- | --------- |
| Międzynarodowy Festiwal Filmowy w Wenecji | 1995 | Złota Osella      | Maborosi              | Wygrana   |
| Azjatycka Nagroda Filmowa                 | 2009 | Najlepszy reżyser | Ciągle na chodzie     | Wygrana   |
| Festiwal Filmowy w Cannes                 | 2013 | Nagroda Jury      | Jak ojciec i syn      | Wygrana   |
| Festiwal Filmowy w Cannes                 | 2015 | Złota Palma       | Nasza młodsza siostra | Nominacja |
| Festiwal Filmowy w Cannes                 | 2018 | Złota Palma       | Złodziejaszki         | Wygrana   |